# Ballyogan Lough SAC
Ballyogan Lough SAC este o arie protejată (arie specială de conservare — SAC, sit de importanță comunitară — SCI) din Irlanda întinsă pe o suprafață de 375,27 ha, integral pe uscat.

## Localizare
Centrul sitului Ballyogan Lough SAC este situat la coordonatele 52°57′58″N 8°56′10″W / 52.96603°N 8.936216°V.

## Înființare
Situl Ballyogan Lough SAC a fost declarat sit de importanță comunitară în martie 2003 pentru a proteja un număr necunoscut de specii din flora spontană și fauna sălbatică aflate în arealul zonei. Situl a fost protejat și ca arie specială de conservare în octombrie 2021.

## Biodiversitate
Situată în ecoregiunea atlantică, aria protejată conține 2 habitate naturale: Mlaștini calcaroase cu Cladium mariscus și specii de Caricion davallianae, Lespezi calcaroase.
La baza desemnării sitului se află un număr nedeclarat de specii protejate.